# Cohesity
Cohesity es una compañía de TI privada, con sede en San José, CA. La compañía desarrolla aplicaciones informáticas, que permiten a los profesionales de TI guardar, gerenciar y proporcionar información de sus dados, sistemas de acceso múltiplo y proveedores de tecnologías de nube.

## Historia
Cohesity  fue fundada en el mes de junio de 2013, por Mohit Aron, que anteriormente fundó la compañía de almacenamiento de datos Nutanix. Aún en el modo discreto, ella encerró el apoyo de Serie A con fondos de cerca de $15M.
La compañía entró en el mercado público en junio de 2015, introduciendo una plataforma, desarrollada para consolidar y gerenciar los datos secundarios.
Saliendo del modo discreto, la compañía anunció el apoyo económico de Serie B, con cerca de $55M, lo que le proveyó $70M en total.
En junio de 2016, la compañía aumentó $70M de su capital riesgo en dos rondas con Google Ventures, Qualcomm Ventures y Sequoia Capital.
A los 4 de abril de 2017, Cohesity anunció  apoyo de  $90M de serie C, proveído por GV, ala de capital riesgo de la compañía Alphabet Inc., pariente de Google y Sequoia Capital.
En el mes de febrero de 2019, Cohesity fundó su Tienda Online, para vender sus aplicaciones en su plataforma de datos.

## Productos
Cohesity desarrolla aplicaciones informáticas, usadas para consolidar y simplificar la gestión de datos e incluye capacidades analíticas.  El software de la compañía también resuelve el problema de fragmentación masiva de datos, a medida que los datos proliferan por múltiples sistemas o proveedores de nube.
Su producto principal es DataPlatform, una aplicación hiperconvegente, que permite a las empresas consolidar la amplia variedad de tareas como almacenamiento, archivos, pruebas y desarrollo, así como los datos analíticos, en la única plataforma de una nube.  Ella trabaja con los servidores físicos, así como con las máquinas virtuales.